# Under The Influence Of...
Under The Influence of... es el segundo álbum de estudio del grupo vocal femenino estadounidense Love Unlimited, producido por el cantante y compositor estadounidense Barry White y lanzado en julio de 1973 por la compañía discográfica 20th Century Records. El álbum alcanzó la posición #3 en la lista de álbumes R&B y fue número #1 en Canadá en la lista nacional de álbumes RPM.

## Listado de canciones
| Side one |                                                     |          |  |
| N.º      | Título                                              | Duración |  |
| 1.       | «Love's Theme» (B. White)                           | 4:08     |  |
| 2.       | «Under the Influence of Love» (B. White, P. Politi) | 4:09     |  |
| 3.       | «Lovin' You, That's All I'm After» (B. White)       | 4:29     |  |
| 4.       | «Oh Love, Well We Finally Made It» (B. White)       | 3:50     |  |

| Side two |                                                                                |          |  |
| N.º      | Título                                                                         | Duración |  |
| 1.       | «Say It Again» (B. White)                                                      | 3:19     |  |
| 2.       | «Someone Really Cares For You» (B. White)                                      | 5:40     |  |
| 3.       | «It May Be Winter Outside (But in My Heart It's Spring)» (B. White, P. Politi) | 7:11     |  |
| 4.       | «Yes, We Finally Made It» (B. White)                                           | 3:45     |  |

## Listas
| Lista (1974)              | Posición más alta |
| ------------------------- | ----------------- |
| Canadá RPM Album Chart    | 1                 |
| Billboard Pop Albums      | 3                 |
| Billboard Top Soul Albums | 3                 |

### Sencillos
| Año  | Sencillo                                                 | Posición | Posición  |
| Año  | Sencillo                                                 | US Pop   | US R&B    |
| ---- | -------------------------------------------------------- | -------- | --------- |
| 1973 | "It May Be Winter Outside (But In My Heart It's Spring)" | 83       | 35 (1974) |
| 1973 | "Oh Love, Well We Finally Made It"                       | -        | 70        |
| 1974 | "Under the Influence of Love"                            | 76       | 70        |